# Rotersand
Rotersand — немецкая электронная группа, основанная в сентябре 2002 года Гюнтером Герлем и Раскалом Никовом. Немногим позже к коллективу присоединился продюсер Кристиан Везенберг. Музыка группы в целом может быть охарактеризована как futurepop с заметным влиянием таких стилей, как progressive trance и техно.

## История
Перед тем, как сформировать Rotersand, Раскал и Гюнтер работали вместе над другими проектами (самый примечательный — The Fair Sex). Сами музыканты отмечают, что Rotersand — не очередной сайд-проект, а группа, на работе в которой они сосредоточены в первую очередь. Дебютный релиз Rotersand, EP под названием Merging Oceans, вышел в 2003 году, затем последовал первый полноформатный альбом Truth is Fanatic. В 2005 группа выпустила сингл Exterminate Annihilate Destroy, a затем и полноформатный альбом Welcome To Goodbye, на котором можно было найти в том числе и песни с сингла. Оба релиза достигли первой строчки в Deutsche Alternative Charts — немецких «альтернативных» чартах. Альбом Welcome To Goodbye занял второе место в итоговом хит-параде Deutsche Alternative Charts за 2005 год, уступив только альбому Playing the Angel от ветеранов синти-поп сцены Depeche Mode. Помимо этого, Welcome To Goodbye был номинирован как «Лучший электронный альбом 2005» по версии журнала Zillo. Третий альбом группы получил название 1023 и вышел 8 июня 2007 года. Как и прошлый релиз, 1023 также достиг наивысшей позиции в Deutsche Alternative Charts. Немногим ранее песня Lost с альбома 1023, достигла первой строчки хит-парада песен в DAC.
Группа участвовала в европейском туре Assemblage 23, а также в европейском и американском турне группы Covenant, выступала на Dark City Festival, была одним из хедлайнеров фестиваля Infest в 2006 году. Для выступления на фестивале M’era Luna в августе 2006 года к группе присоединился Марк Джексон из VNV Nation. Группа дважды выступала на Wave Gotik Treffen. В феврале 2007 года Rotersand выступили в Москве с единственным концертом — группа выступала на разогреве у De/Vision. После выхода альбома 1023, Rotersand отправились в свой первый тур в качестве хедлайнера, а не разогревающей команды. На протяжении тура группу поддерживал коллектив Autoagression.

## Дискография
Альбомы
- 2003: Truth Is Fanatic (Endless Records)
- 2005: Welcome To Goodbye (Dependent Records)
- 2007: 1023 (Dependent Records (Германия), Metropolis Records (США))
- 2009: Random Is Resistance (Trisol (Германия), Metropolis Records (США))
- 2014: Truth Is Fanatic Again (Trisol)
- 2016: Capitalism TM (Trisol)
- 2019: Hey You (Trisol)
- 2020: How do you feel today

Синглы и EP
- 2003: Merging Oceans (EP, Endless Records)
- 2004: Social Distortion (Limited 12″ Vinyl, ABash Recordings)
- 2004: Electronic World Transmission (Limited Tour EP, Endless Records)
- 2005: Exterminate Annihilate Destroy (2005, Dependent Records)
- 2006: Dare To Live – Perspectives On Welcome To Goodbye (EP, Dependent Records)
- 2007: Lost (Dependent Records)
- 2008: I Cry (EP, Trisol)
- 2008: Dark Raver (exklusiv für den Dark Raver im Fort Fun)
- 2009: War On Error (EP, Trisol)
- 2010: Waiting to be born (EP, Trisol)
- 2014: Electric Elephant (EP, Trisol)
- 2016: Torn Realities (EP, Trisol)
- 2019: You Know Nothing